# 타우라게주

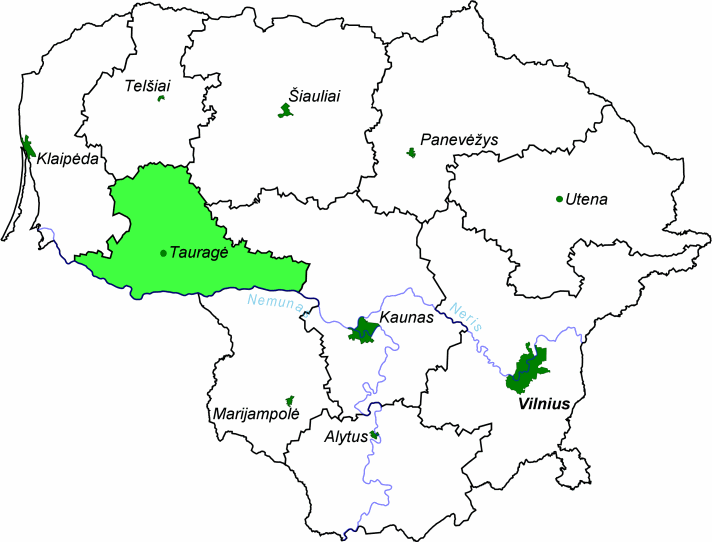
타우라게 주의 위치

타우라게주(리투아니아어: Tauragės apskritis)는 리투아니아 서부에 위치한 주로 주도는 타우라게이며 면적은 4,411km2, 인구는 127,378명(2008년 기준), 인구 밀도는 29명/km2, ISO 3166-2 코드는 LT-TA이다. 4개 지방 자치체(유르바르카스구, 파게갸이시, 실랄레구, 타우라게구)를 관할한다.

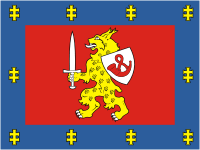
주기
주 문장